# Fath'Ali Kadjar
Fat′ḥ-‘Alī Kādjār (Perzisch: فتح على شاه قاجار ) (1771 - 1834) was de tweede Kadjarkoning (sjah) van Perzië. Hij regeerde van 1797 tot 1834 en zijn regering kenmerkte zich door een renaissance van de Perzische kunst. Ook werd hij in het buitenland vermaard door zijn zeer uitgebreide harem en zijn onvergelijkbare schat aan kroonjuwelen.
Fat′h Ali was de zoon van Hossein Qoli Khan en de neef van Agha Mohammed Khan Kadjar. Hij besteeg de troon van Perzië nadat zijn oom was vermoord. Fat′h Ali's oorspronkelijke naam was Baba Khan maar hij werd gekroond als Fat′h Ali (sjah).